# 이트륨 바륨 구리 산화물
이트륨 바륨 구리 산화물(Yttrium barium copper oxide, YBCO)는 초전도체 물질 중 하나로 임계 온도는 90K(-183 °C)에서 93K(-180 °C)로 비교적 높아 경제적인 초전도 합금 중 하나이다. 90K은 산소의 끓는점으로 값이 비싼 액체 헬륨(-268 °C)보다 비교적 값이 싸고 반응성이 적은 액체 질소(-196 °C)로 초전도체를 만드는 게 가능해졌다. 처음의 임계 온도는 93K, 즉 -180도였다. 첫 샘플은 Y1.2Ba0.8CuO4 이트륨-바륨-산화 구리이다.
이트륨 바륨 구리 산화물은 다음과 같이 만든다.
4BaCO3 + Y2(CO3)3 + 6CuCO3 + (1/2−x)O2 → 2YBa2Cu3O7−x + 13CO2